# Podomyrma novemdentata
Podomyrma novemdentata é uma espécie de formiga do gênero Podomyrma, pertencente à subfamília Myrmicinae.